# Joan Llimona
Joan Llimona (Barcelona, 23 de junho de 1860 - 1926) foi um artista espanhol de grande popularidade durante o fim do romanticismo na Europa. O trabalho de Llimona foi essencial para o movimento modernista. Era irmão do também artista e escultor Josep Llimona.

## Biografia
Joan Llimona nasceu em Barcelona, em 1860. O começo do século XX teve grande influência por sua arte, que por sua vez foi fortemente influenciada pela religião e cenas religiosas, muitas vezes refletidas em controversas mensagens em suas obras. A arte e a religião eram fortes em sua família. Suas duas filhas também eram influenciadoras na comunidade artística européia: Nuria Llimona Raymer, pintora e Mercedes Llimona Raymer, ilustradora.
Antes de se tornar um artista controverso e influente, estudou arquitetura e engenharia, mas assim que descobriu sua habilidade para a pintura, largou o curso de arquitetura e se matriculou na escola de pintura de Llotja, em Barcelona. Llimona estudou em grandes cidades europeias, em especial em Madri e Veneza. Em Madri, seu estudos se concentraram no Museu do Prado.

## Morte
Llimona faleceu em 1926, em Barcelona, aos 66 anos.

## Galeria

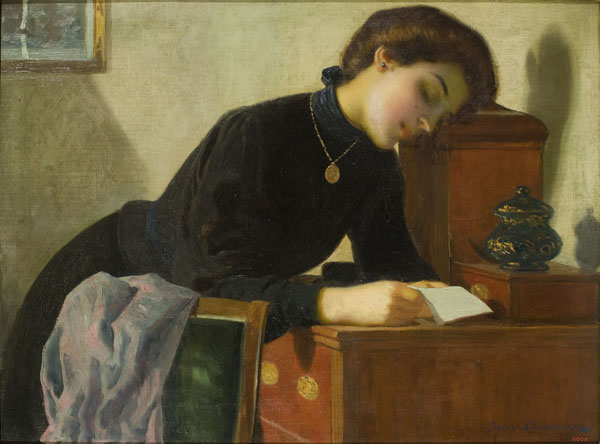
La carta. Óleo sobre tela, 1905, 59 x 79 cm
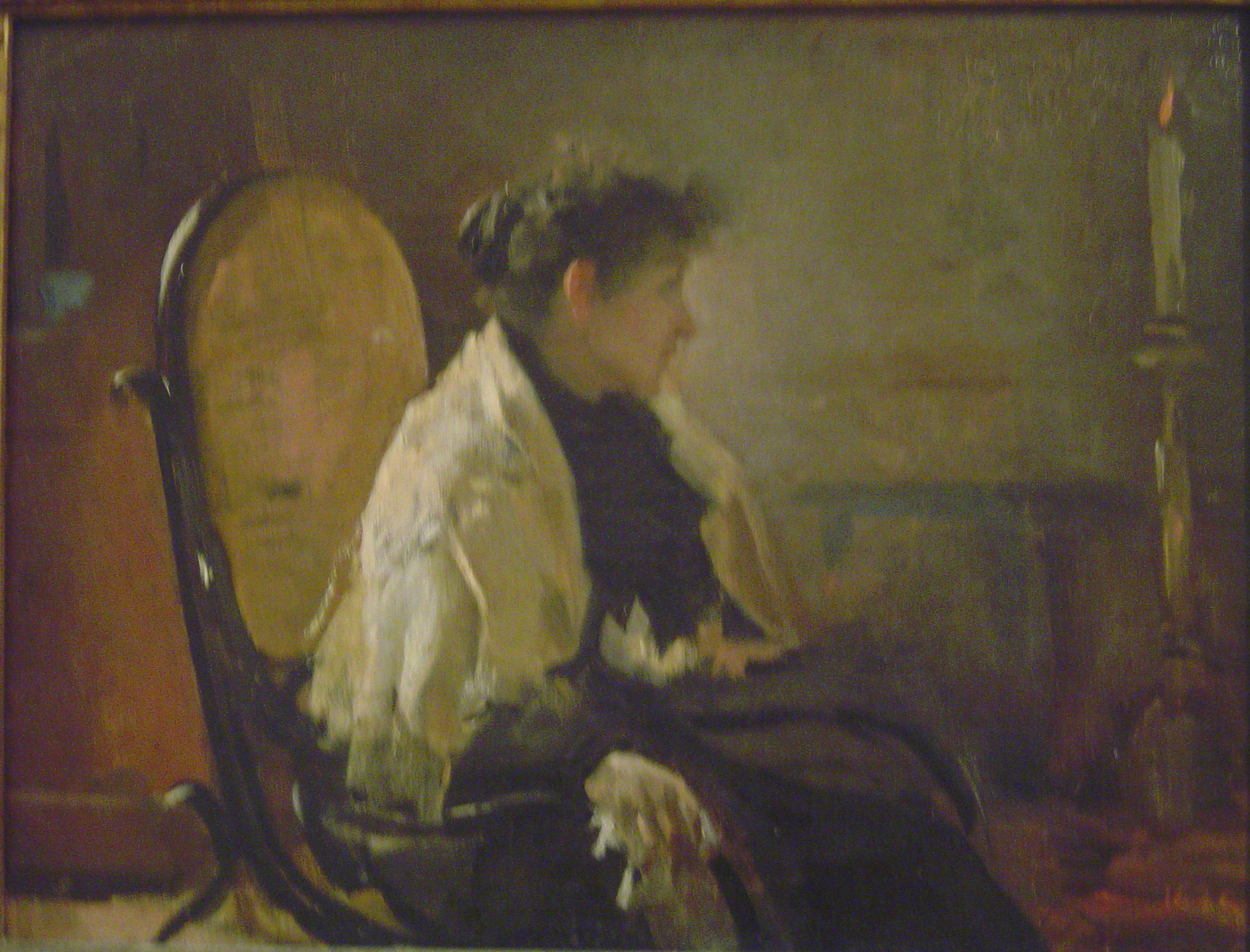
Catalã. Óleo sobre tela
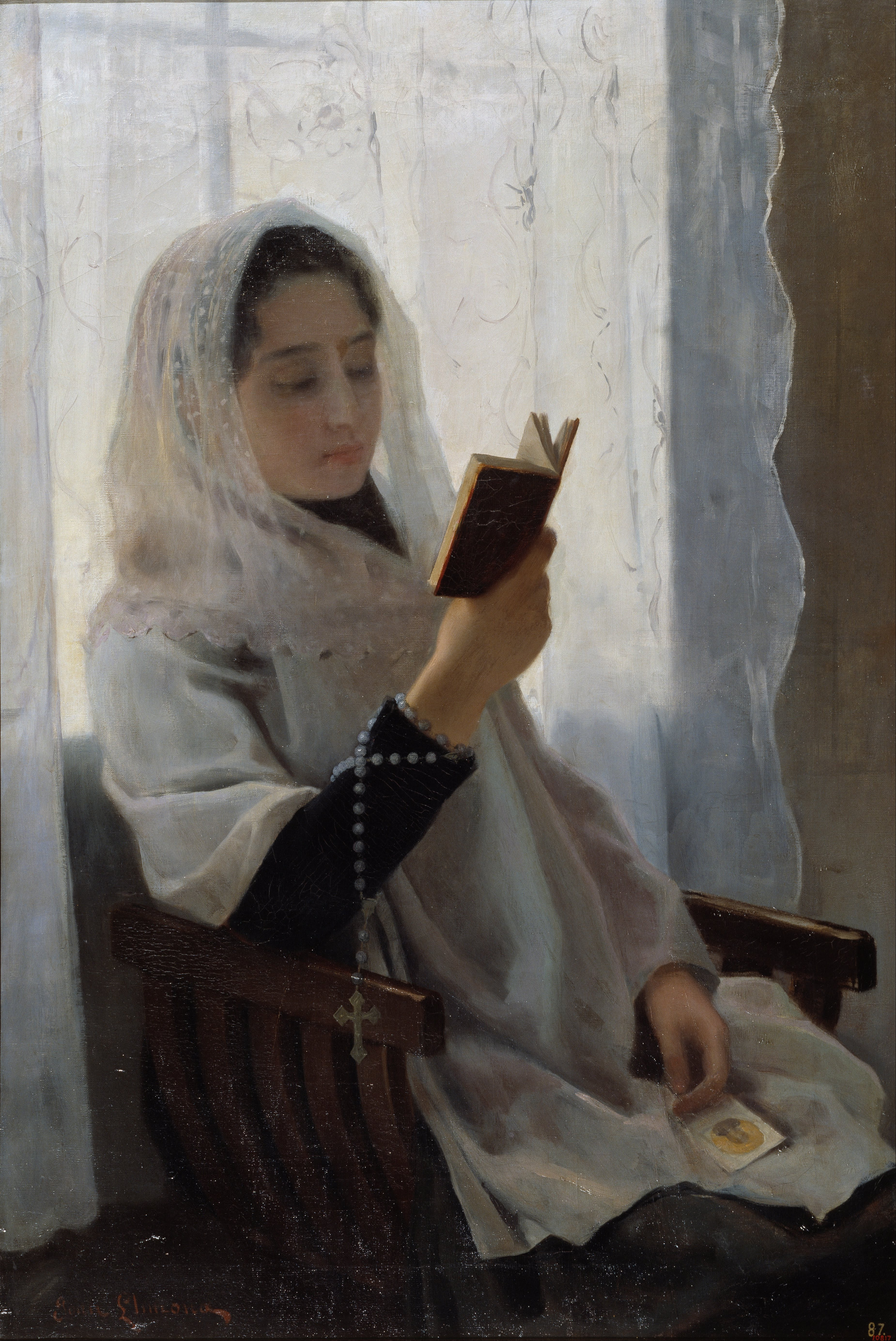
Leitora. Óleo sobre tela, 1891
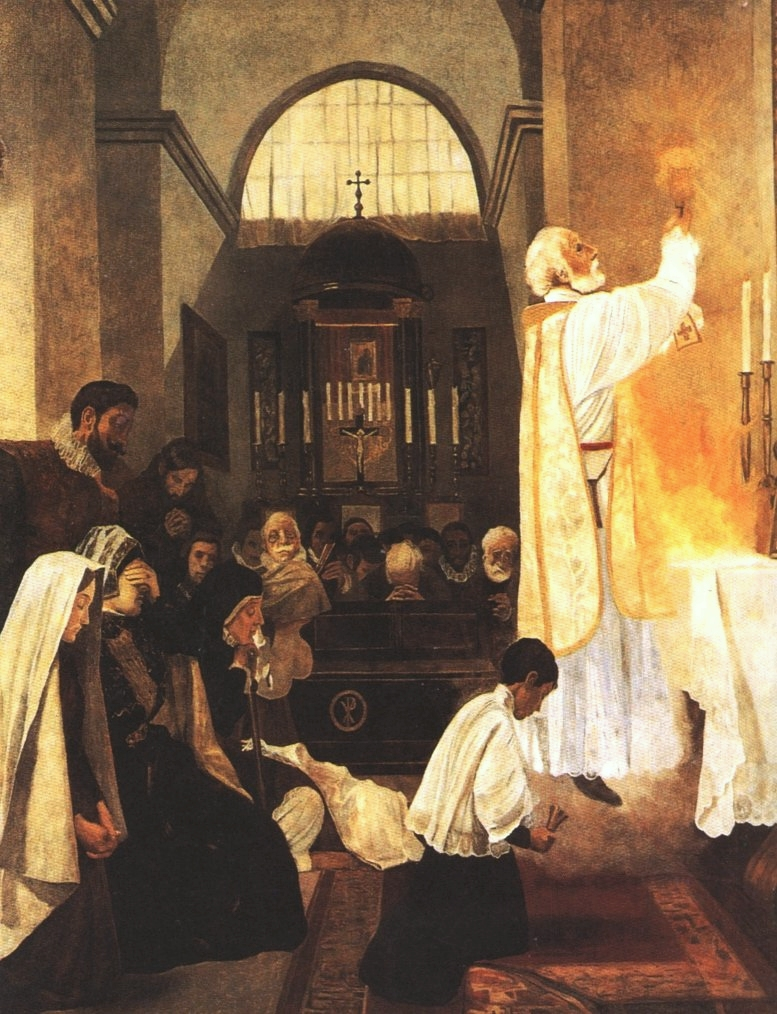
San Felipe Neri en la consagración de la Santa Misa. Óleo sobre tela, 1902
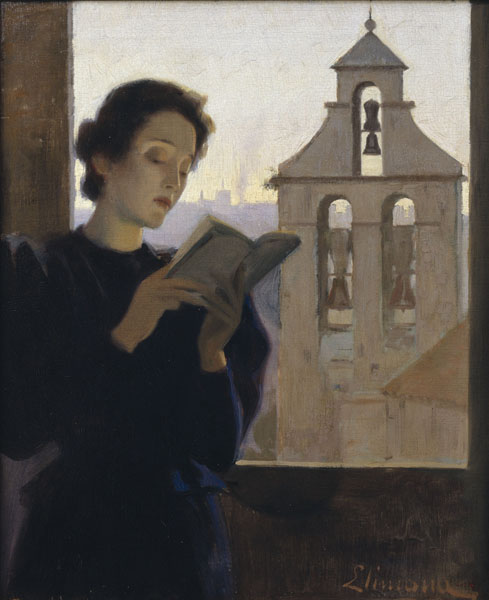
Noia llegint. Óleo sobre tela, 1900-1905, 61 x 50 cm